# Stazione di Jena Saale
La stazione di Jena Saale (in tedesco Jena Saalbf, abbreviazione di Jena Saalbahnhof) è una stazione ferroviaria della città tedesca di Jena, lungo la linea della Saale.